# Cylas
Genre
Synonymes
- Cyclus Leach, 1815[2]
- Cylanus Rafinesque, 1815[2]

Cylas est un genre d'insectes coléoptères de la famille des Brentidae, originaire des régions tropicales et subtropicales, qui comprend une vingtaine d'espèces. Ce genre comprend plusieurs espèces, comme Cylas brunneus, Cylas femoralis, Cylas formicarius et Cylas puncticollis,  de charançons qui attaquent les tubercules de patates douces aussi bien en culture que dans la période de stockage après la récolte.  

## Liste d'espèces
Selon ITIS (14 décembre 2019) :
- Cylas aeneus Hustache, 1922
- Cylas brunneus (Olivier, 1790)
- Cylas coimbatorensis (Subramanian, 1958)
- Cylas compressus Hartmann, 1899
- Cylas curtipennis Fairmaire, 1884
- Cylas cyanescens Boheman, 1833
- Cylas femoralis Faust, 1898
- Cylas formicarius (Fabricius, 1798)
- Cylas freyi Voss, 1966
- Cylas glabripennis Hartmann, 1897
- Cylas hovanus Hustache, 1933
- Cylas impunctatus Faust, 1891
- Cylas laevicollis Boheman, 1833
- Cylas laevigatus Fåhraeus, 1871
- Cylas longicollis Guérin-Méneville, 1833
- Cylas nigrocoerulans Fairmaire, 1902
- Cylas nitens Hustache, 1929
- Cylas pumilus Marshall, 1953
- Cylas puncticollis Boheman, 1833
- Cylas robustus Faust, 1895
- Cylas rufipes Faust, 1893
- Cylas semipunctatus Fåhraeus, 1871
- Cylas submetallicus Desbrochers des Loges, 1890
- Cylas vandenplasi Burgeon, 1936